# Richelsigaar
De richelsigaar (Sigara nigrolineata) is een wants uit de familie van de Corixidae (Duikerwantsen). De soort werd het eerst wetenschappelijk beschreven door Franz Xaver Fieber in 1848.

## Uiterlijk
De zwartbruine duikerwants heeft, als volwassen dier, altijd volledige vleugels en kan 5 tot 6.5 mm lang worden. Het halsschild is donkerbruin, net als de voorvleugels en heeft hoeken aan de zijkant die afgerond zijn. Op het halsschild bevinden zich 7 of 8, soms enigszins gespleten, gele dwarslijntjes. De dwarslijntjes op de voorvleugels zijn aan het begin regelmatig, soms zijn er een paar gespleten of onderbroken. Meer naar achteren op de vleugels zijn de lijntjes gegolfd en onderbroken maar niet door een zwarte lijn in de lengte zoals bij veel andere duikerwantsen. Er loopt een gele lijnt tussen het verharde deel en het doorzichtige vliezige deel van de voorvleugels. Ook de kop en de pootjes zijn geheel geel van kleur.

## Leefwijze
Er is één generatie per jaar, als de omstandigheden gunstig zijn soms een tweede en de soort doorstaat de winter als volgroeid dier. De wantsen zijn alleseters, ze leven van kleine waterbeestjes, algen en in het water drijvend dood plantenmateriaal. Ze zijn te vinden in ondiepe vaak tijdelijke of recent ontstane wateren zonder al te veel begroeiing.

## Leefgebied
In Nederland is de soort vrij algemeen op de zandgronden en zeldzaam in het kustgebied. Het verspreidingsgebied strekt zich uit van Europa tot Zuidwest-Azië en Noord-Afrika.